# Куштія (зіла)
Куштія (бенг. কুষ্টিয়া জেলা) — округ на заході Бангладеш, в регіоні Кхулна. Утворений 1947 року з частини території округу Надія. Адміністративний центр — місто Куштія. Площа округу — 1621 км². За даними перепису 2001 року населення округу становило 1 713 224 чоловіки. Рівень писемності дорослого населення становив 25,8 %, що значно нижче за середній рівень по Бангладеш (43,1 %). 95,72 % населення округу сповідувало іслам, 4,22 % — індуїзм.

## Адміністративно-територіальний поділ
Округ складається з 6 підокругів.
Підокруги (центр)
1. Куштія-Садар (Куштія)
2. Кумаркхалі (Кумаркхалі)
3. Даулатпур (Даулатпур)
4. Мірпур (Мірпур)
5. Бхерамара (Бхерамара)
6. Кхокса (Кхокса)